# Велоспорт на летних Олимпийских играх 1968
Соревнования по велоспорту на летних Олимпийских играх 1968 года проводились только среди мужчин.

## Общий медальный зачёт
| Место | Страна     | Золото | Серебро | Бронза | Всего |
| ----- | ---------- | ------ | ------- | ------ | ----- |
| 1     | Франция    | 4      | 0       | 1      | 5     |
| 2     | Дания      | 1      | 3       | 0      | 4     |
| 3     | Италия     | 1      | 1       | 2      | 4     |
| 4     | Нидерланды | 1      | 1       | 0      | 2     |
| 5     | Швеция     | 0      | 1       | 1      | 2     |
| 6     | ФРГ        | 0      | 1       | 0      | 1     |
| 7     | Бельгия    | 0      | 0       | 1      | 1     |
| 7     | Польша     | 0      | 0       | 1      | 1     |
| 7     | Швейцария  | 0      | 0       | 1      | 1     |

## Медалисты
| Дисциплина                                  | Золото                                                                                 | Серебро                                                                           | Бронза                                                                                           |
| ------------------------------------------- | -------------------------------------------------------------------------------------- | --------------------------------------------------------------------------------- | ------------------------------------------------------------------------------------------------ |
| Велошоссе Групповая гонка                   | Пьерфранко Вьянелли Италия                                                             | Лейф Мортенсен Дания                                                              | Йёста Петтерсон Швеция                                                                           |
| Велошоссе Командная гонка                   | Нидерланды · Йоп Зутемелк · Федор ден Хертог · Ян Крекелс · Рене Пейнен                | Швеция · Стуре Петтерссон · Томас Петтерссон · Эрик Петтерссон · Йёста Петтерссон | Италия · Пьерфранко Вьянелли · Джованни Брамуччи · Витторио Марчелли · Мауро Симонетти           |
| Велотрек Гит 1000 м                         | Пьер Трантен Франция                                                                   | Нильс Фредборг Дания                                                              | Януш Кешковский Польша                                                                           |
| Велотрек Спринт                             | Даниэль Морелон Франция                                                                | Джордано Туррини Италия                                                           | Пьер Трантен Франция                                                                             |
| Тандем                                      | Франция · Даниэль Морелон · Пьер Трантен                                               | Нидерланды · Лейн Лувесейн · Ян Янсен                                             | Бельгия · Даниэль Гоэн · Робер ван Ланкер                                                        |
| Велотрек Индивидуальная гонка преследования | Даниэль Ребильяр Франция                                                               | Могенс Йенсен Дания                                                               | Ксавер Курман Швейцария                                                                          |
| Велотрек Командная гонка преследования      | Дания · Пер Йёргенсен · Рено Ольсен · Гуннар Асмуссен · Могенс Йенсен · Педер Педерсен | ФРГ · Карл Линк · Удо Хемпель · Карл-Хайнц Хенрихс · Юрген Киснер · Райнер Подлеш | Италия · Луиджи Ронкалья · Лоренцо Босисьо · Чиприано Кемелло · Джорджо Морбьято · Джино Панчино |